# Catartide
Catartidele (Cathartidae) sau vulturii pleșuvi din America, vulturii din Lumea Nouă sunt o familie de păsări răpitoare de zi, răspândita în ținuturile tropicale și subtropicale ale Americii. Sunt păsări de talie mare, foarte sociale. Culoarea penajului este neagră, cenușie sau brună, unele specii au porțiuni albe. Au capul și gâtul golaș sau acoperit numai cu puf rar. Ciocul, degetele și ghearele sunt mai puțin dezvoltate decât la vulturii din Lumea Veche. Aripile sunt lungi, iar coada scurtă. Nările nu au sept internazal ca celelalte specii ale ordinului accipitriforme. Mușchii vocali lipsesc, așa încât acești vulturi sunt muți. Au o acuitatea vizuală foarte bună. Spre deosebire de majoritatea păsărilor răpitoare, catartidele au un simț al mirosului bine dezvoltat, care servește la depistare hrănii. Hrana lor constă din cadavre și diferite resturi de carne sau chiar din excremente și prin urmare îndeplinesc un serviciu de igienizare important al mediului .
Familia catartidelor cuprinde 5 genuri și 7 specii:
1. Coragyps atratus – urubu negru, vulturul negru
2. Cathartes aura – urubu cu cap roșu,  vulturul-curcan
3. Cathartes burrovianus – urubu cu cap galben
4. Cathartes melambrotus – urubu mare
5. Gymnogyps californianus – condorul californian, condorul de California
6. Vultur gryphus – condorul de Anzi
7. Sarcoramphus papa – vulturul regal, condurul regal